# Seven Bridges Killer
«Seven Bridges Killer» (приблизительный перевод — Убийца семи мостов) — прозвище неопознанного американского серийного убийцы, который в период с 2005 по 2009 годы совершил серию из как минимум 10 убийств на территории округов Эджком и Галифакс на территории штата Северная Каролина. В список потенциальных жертв были внесены одиннадцать исчезнувших девушек и женщин, останки десяти из которых в разные годы были найдены. Часть из останков убитых были обнаружены недалеко от города Роки-Маунт вблизи дороги под названием «Seven Bridges Road», в связи с чем убийца получил свое прозвище. Все жертвы были темнокожими, занимались проституцией и в разное время имели проблемы с наркотической зависимостью.

## Серия убийств
Первой жертвой убийцы стала проститутка из Роки-Маунт по имени Дениз Уильямс. В июне 2003 года её родственники заявили о её пропаже в полицию. В ходе розыска её труп был обнаружен плавающим в ручье к юго-востоку от Роки-Маунт через неделю после исчезновения.
29-летняя Мелоди Уиггинс была объявлена пропавшей без вести 30 мая 2005 года. Её тело было найдено 2 июня 2005 года в сельской местности округа Эджкомб. Труп был обнаружен частично раздетым. В результате судебно-медицинской экспертизы было установлено, что девушка получила несколько ножевых ранений и ударов тупым предметом по голове, от последствий которых скончалась.
16 января 2007 года в полицию обратились родственники 43-летней Кристин Мэри Бун с заявлением о её пропаже. В ходе розыскных мероприятий её местонахождение в ближайшее время установить не удалось. Скелетированные останки Кристин Мэри Бун были обнаружены лишь 9 марта 2010 года.
35-летняя Джеки Никелия Торп пропала без вести 8 мая 2007 года. Её труп, в состоянии сильного разложения был найден 17 августа 2007 года возле дороги «Seven Bridges Road». Она была первой жертвой, чьи останки были обнаружены возле этой дороги.
46-летняя проститутка Джойс Рене Дарем в последний раз вышла на связь днем 17 июня 2007 года в Роки-Маунт, после чего пропала без вести. Она была объявлена в розыск, в ходе которого её местонахождение и дальнейшая судьба остались неизвестными.
50-летняя Эрнестин Баттл пропала без вести в феврале 2008 года. Её скелетированные останки были найдены 14 марта 2008 года фермером недалеко от дороги «Seven Bridges Road». Так как тело находилось в стадии сильного разложения, судмедэксперт не смог установить причину смерти женщины.
36-летняя Иоланда Рене Ланкастер была объявлена пропавшей без вести 5 февраля 2009 года. Её останки были обнаружены группой охотников в лесистой местности рядом с дорогой «Seven Bridges Road»  в январе 2011 года.
33-летняя Элизабет Джейн Смоллвуд была найдена 13 февраля 2009 года на футбольном поле в городе Роки-Маунт. В ходе расследования полиция выяснила, что женщина не поддерживала отношений с родственниками, вследствие чего дата её исчезновения осталась неизвестной. На основании стадии разложения, в которой находилось обнаженное тело Смоллвуд, судмедэксперт заявил, что жертва была убита приблизительно за 6 месяцев до обнаружения тела.
Погибшая была сестрой серийного убийцы Роберта Смоллвуда.
28-летняя Тараха Шенис Николсон, пропавшая без вести 22 февраля 2009 года, была найдена 7 марта того же года возле дороги «Seven Bridges Road». В ходе судебно-медицинской экспртизы было установлено, что женщина погибла от удушения.
25 апреля 2009 года в полицию обратились родственники 31-летней проститутки  Джарнис Латони Харгроув и заявили о её исчезновении. В ходе розыскных мероприятий её местонахождение установлено не было. Её останки были найдены 29 июня 2009 года в лесистой местности на расстоянии нескольких метров от дороги «Seven Bridges Road».
40-летняя Роберта Уильямс была найдена 27 марта 2010 года на обочине дороги «Seven Bridges Road» человеком, ехавшим на квадроцикле. В ходе расследования убийства родственники Уильямс заявили, что подавали заявление в полицию о пропаже Роберты, но в правоохранительных органах эту информацию опровергли.

## Расследование
В ходе расследования убийств на теле жертвы Тарахи Николсон были обнаружены следы спермы, которые по версии следствия оставил преступник. В ходе ДНК-экспертизы было установлено, что биологические следы принадлежат 31-летнему жителю Роки-Маунт по имени Антван Питтмэн, который ранее уже привлекался к уголовной ответственности. В начале сентября 2009 года ему были предъявлены обвинения в совершении убийства Тарахи Николсон.
Питтмэн родился 15 июля 1978 года в Роки-Маунт. Он вырос без отца и воспитывался матерью. В школьные годы он начал вести криминальный образ жизни. В 1994 году он был арестован по обвинению в попытке изнасилования 2-летнего ребёнка. В рамках соглашения о признании вины он признал себя виновным в непристойном поведении, после чего в июле того же года был условно осуждëн с назначением испытательного срока. Во время испытательного срока он был обязан провести 90 дней в учреждении социальной реабилитации для малолетних преступников, однако, оказавшись в нём, он был исключен из него через месяц за учиненную драку, после чего был помещен под домашний арест. В январе 1996 года, совершив несколько правонарушений, Питтмэн был арестован за нарушение условий испытательного срока, после чего был этапирован в тюремное учреждение для несовершеннолетних преступников, где находился до середины 1997 года. В последующие годы он подвергался арестам по обвинениям в совершении кражи, нападении, сопротивлении при аресте и по обвинению в употреблении несовершеннолетними алкогольной продукции. В 2003 году Антван Питтмэн отбыл 45 дней в окружной тюрьме за то, что был зарегистрирован в штате Северная Каролина как сексуальный преступник, но скрыл этот факт во время трудоустройства. В этот период у него был взят образец крови. В 2004 году он был осужден за вождение в нетрезвом виде, после чего также провел несколько недель в окружной тюрьме. В 2007 году полиция Роки-Маунт арестовала Питтмэна по обвинению в нападении на проститутку. Преступление было совершено в том самом районе, где работали многие из убитых женщин. Весной 2009 года Питтмэн был в очередной раз арестован во время вождения в нетрезвом виде, заплатив залог, он остался на свободе. Питтмэн должен был явиться в суд летом того же года, но он скрылся, после чего был объявлен в розыск. В августе того же года он был арестован полицией на территории округа Нэш, после чего оказался в окружной тюрьме, где ему вскоре было предъявлено обвинение в убийстве Николсон. В ходе расследования следствие на основании ряда косвенных улик стало подозревать Питтмэна в совершении остальных убийств. Так выяснилось, что Питтмэн часто посещал и хорошо знал окрестности вблизи дороги «Seven Bridges Road», так будучи подростком, несколько лет жил со своими бабушкой и дедушкой в небольшом городе Уитакерс, который расположен на расстоянии нескольких миль от участка земли рядом с дорогой, где с 2007 года были обнаружены останки Николсон, Уильямс, Джеки Торп, Эрнестин Баттл и Джарнис Харгроув.  До ареста, на протяжении 6 лет Питтмэн проживал в Роки-Маунт, в том числе в одноэтажном кирпичном доме на окраине города, который находился примерно в двух милях от Seven Bridges Road.
В 2005 он непродолжительное время жил в доме, расположенном недалеко от футбольного поля, где были обнаружены останки жертвы Элизабет Смоллвуд.
В 2006 году Питтмэн несколько недель проживал в трейлере на территории небольшого города Скотленд-Нек. В марте 2010 года, в лесистой местности на расстоянии нескольких десятков метров от месторасположения трейлера были обнаружены останки Кристин Бун. Кроме этого, Питтмэн был задержан сотрудниками дорожной полиции 25 апреля 2009 года — в день исчезновения Джанис Харгроув. Его машина была обнаружена на обочине дороги «Seven Bridges Road». Сам Питтмэн находился в салоне автомобиля со спущенными штанами в бессознательном состоянии, после чего был разбужен и подвергся допросу, после которого ему было предъявлено обвинение за вождение в нетрезвом виде. Два месяца спустя тело Харгроув было найдено в поле на расстоянии 180 метров от этого места.
На судебном процессе Питтмэн вынужденно признал, что был знаком с Тарахой Николсон. Согласно его изложению, за 6 дней до обнаружения трупа жертвы, он посадил её в свой автомобиль, после чего заплатил ей за предоставление сексуальных услуг. После секса он высадил девушку возле библиотеки, расположенной в центре города Роки-Маунт, и больше её не видел. Несмотря на то, что Антван Питтмэн не признал себя виновным в убийстве Николсон, в сентябре 2011 года он был признан виновным в совершении её убийства и получил в качестве наказания пожизненное лишение свободы без права на условно-досрочное освобождение.
Несмотря на то, что обвинения в совершении других убийств ему в последующие годы никогда не предъявлялись, СМИ и полиция возложили на него ответственность за смерть остальных жертв серийного убийцы, так как по официальной версии следствия убийства после его ареста прекратились